# Bagno Vakil
Il bagno Vakil è un vecchio bagno pubblico a Shiraz in Iran.
Faceva parte del quartiere reale costruito durante il regno di Karim Khan Zand, che comprende Arg di Karim Khan, il bazar Vakil, la moschea Vakil e molti altri monumenti amministrativi. All'interno è rappresentata la vita quotidiana tramite dei manichini.
Il monumento è iscritto con il numero 917 sulla lista di opere nazionali dell'Iran.

## Galleria d'immagini

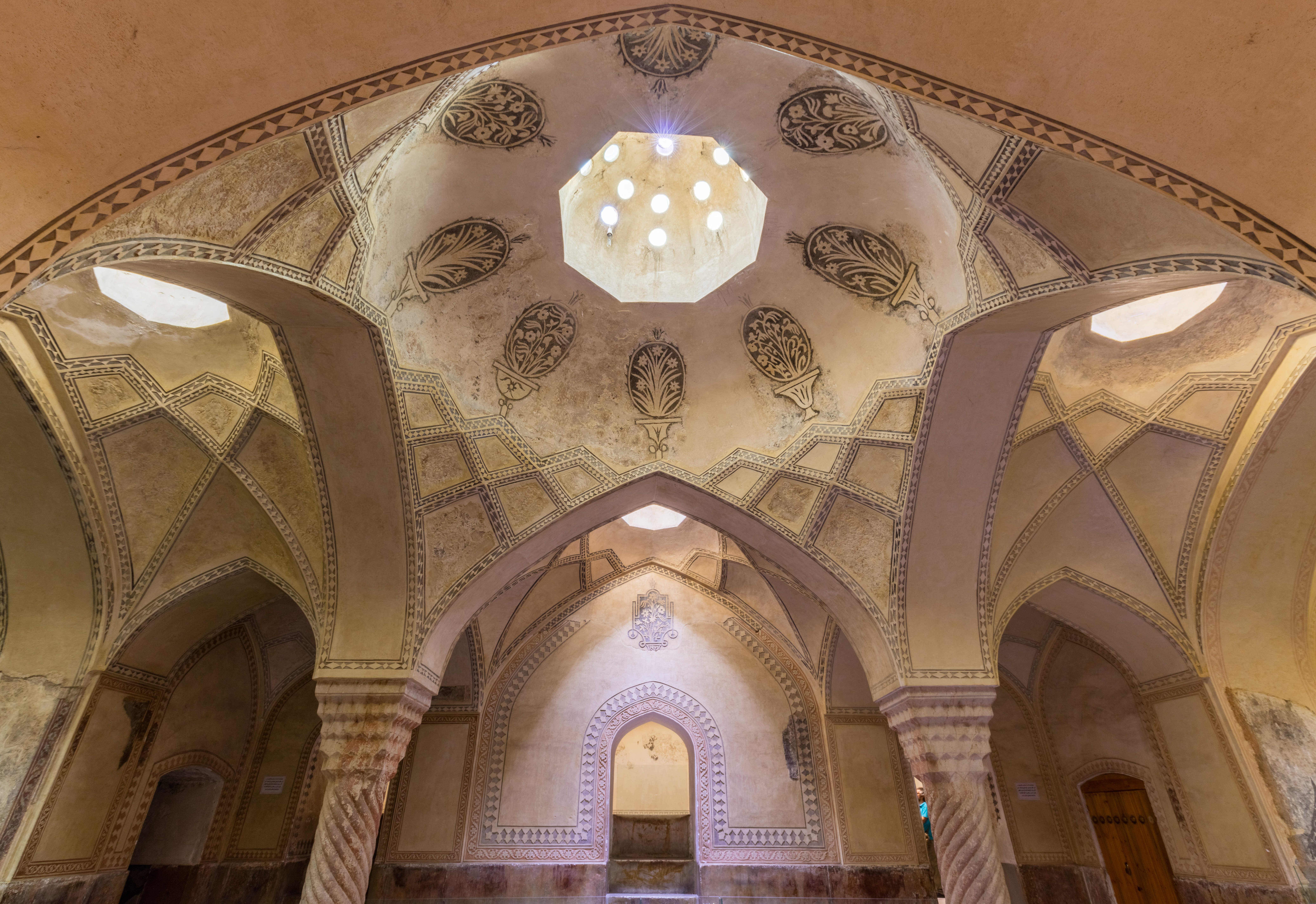
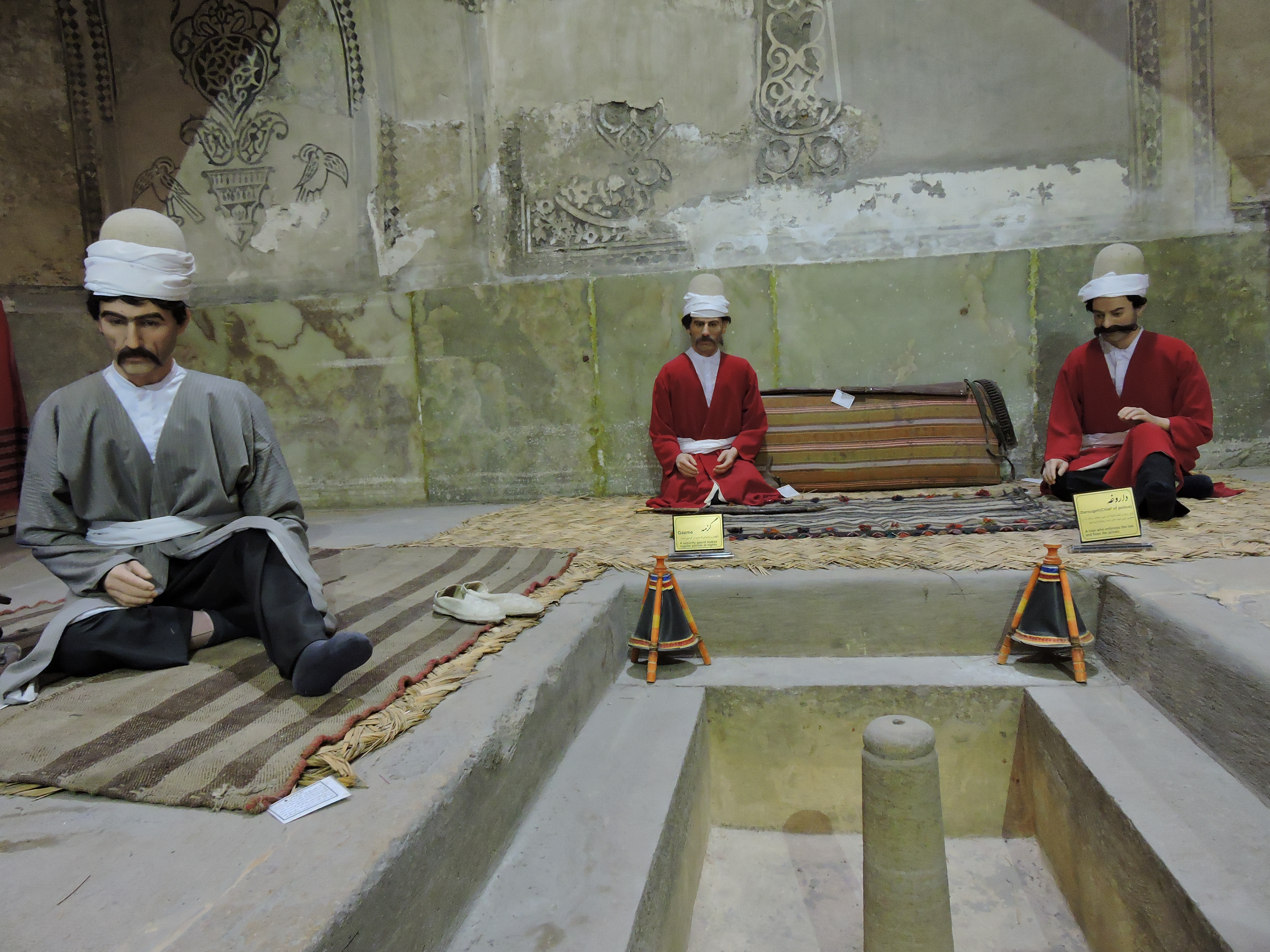
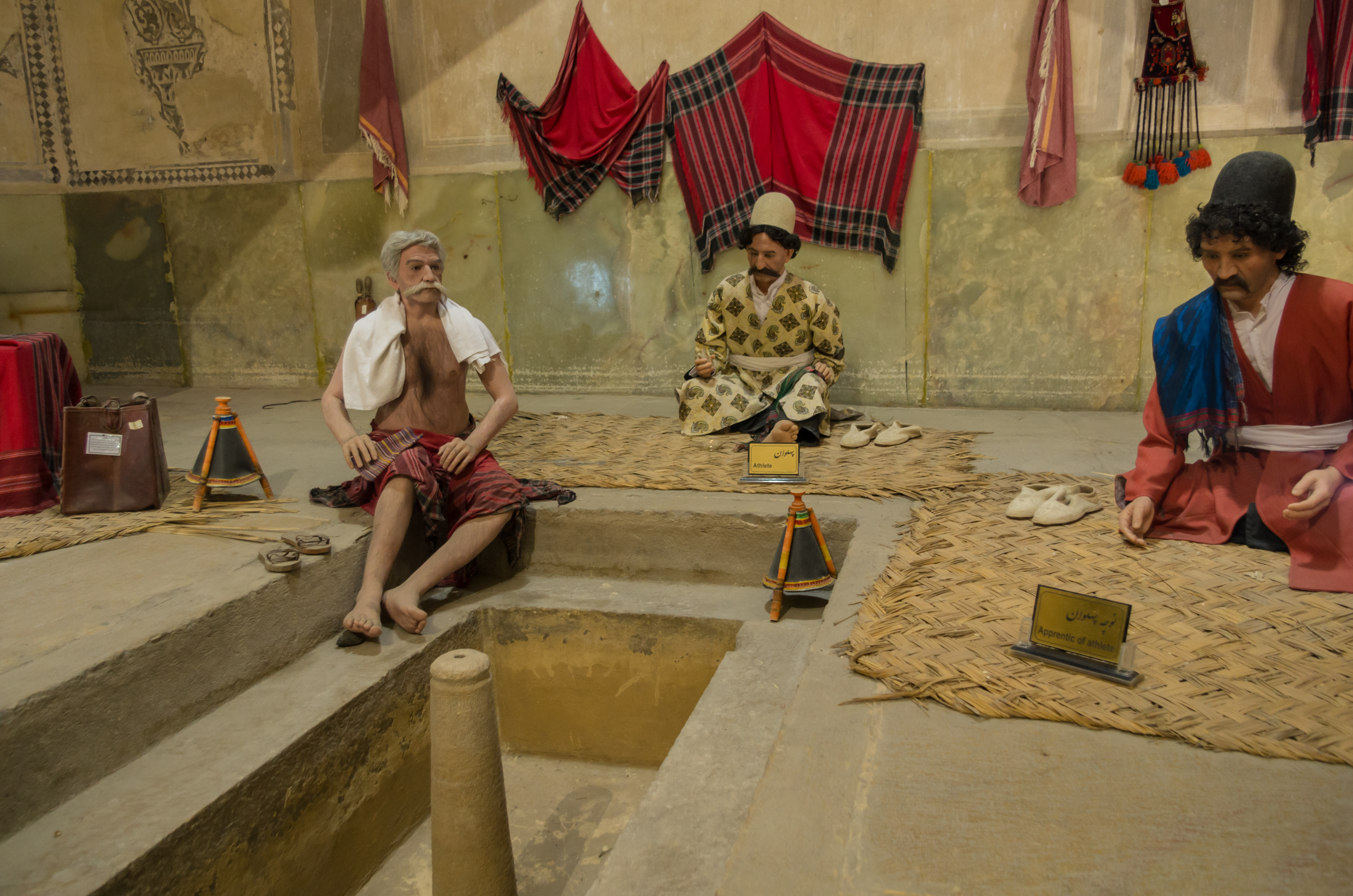
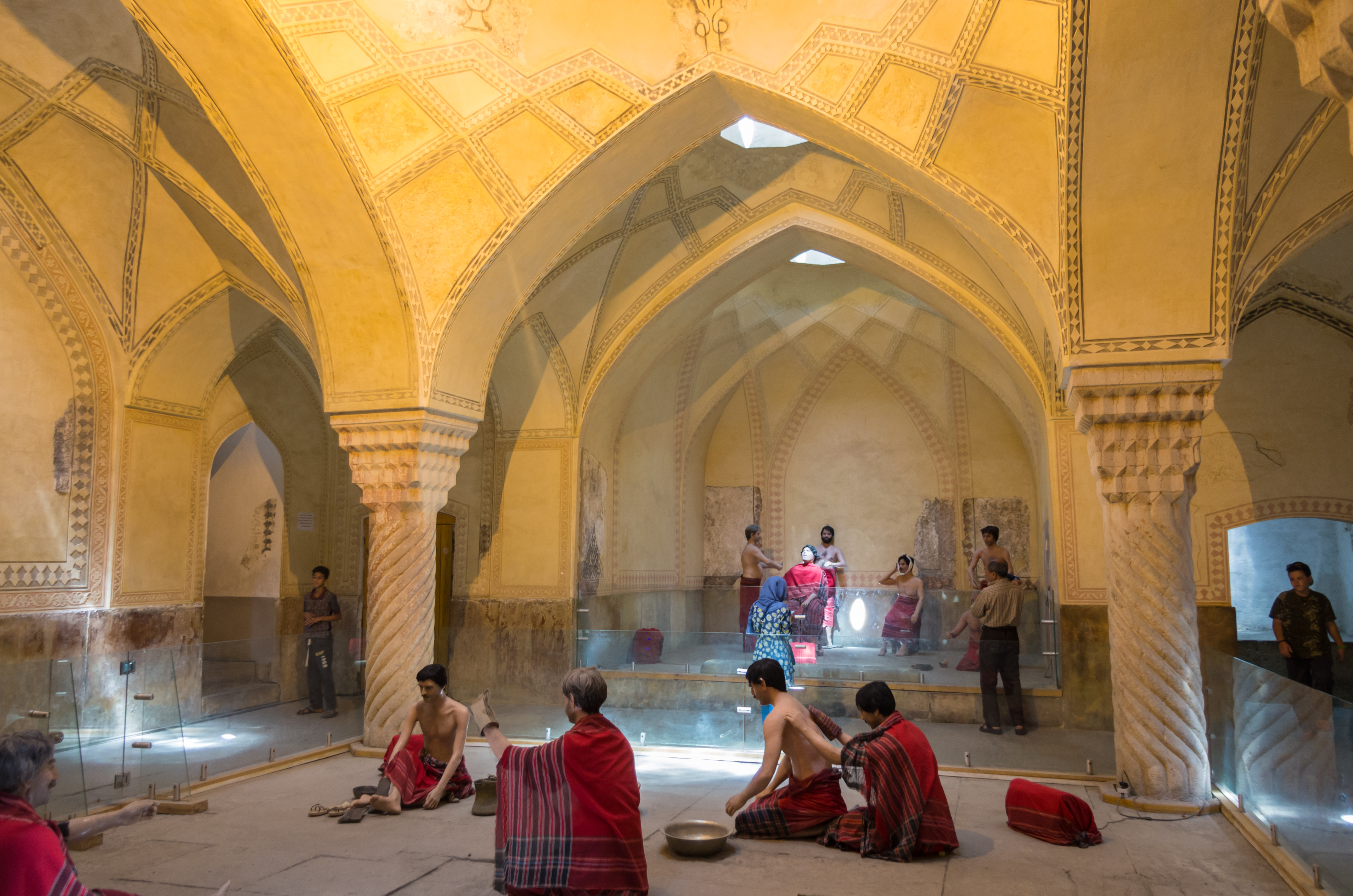
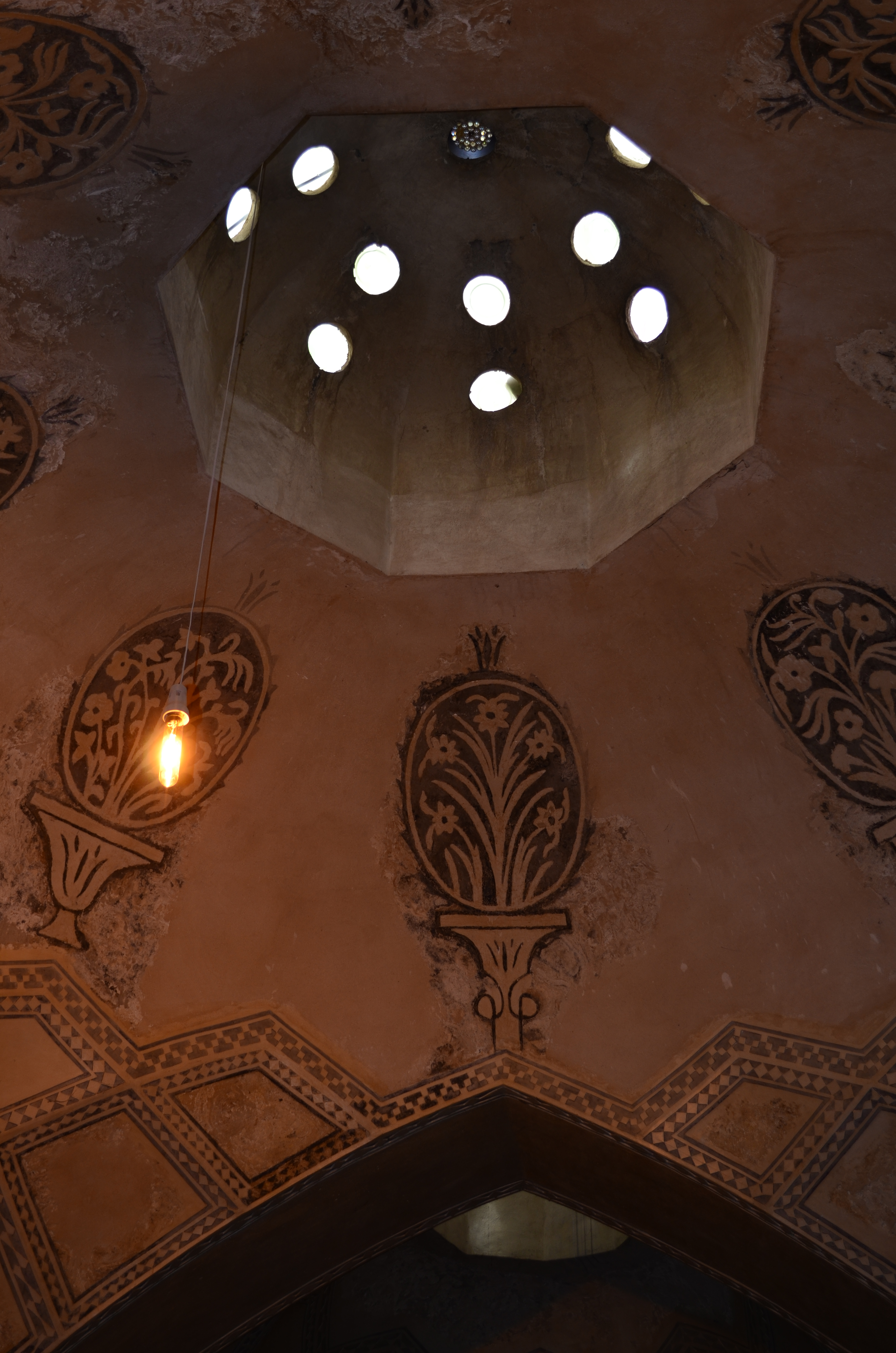
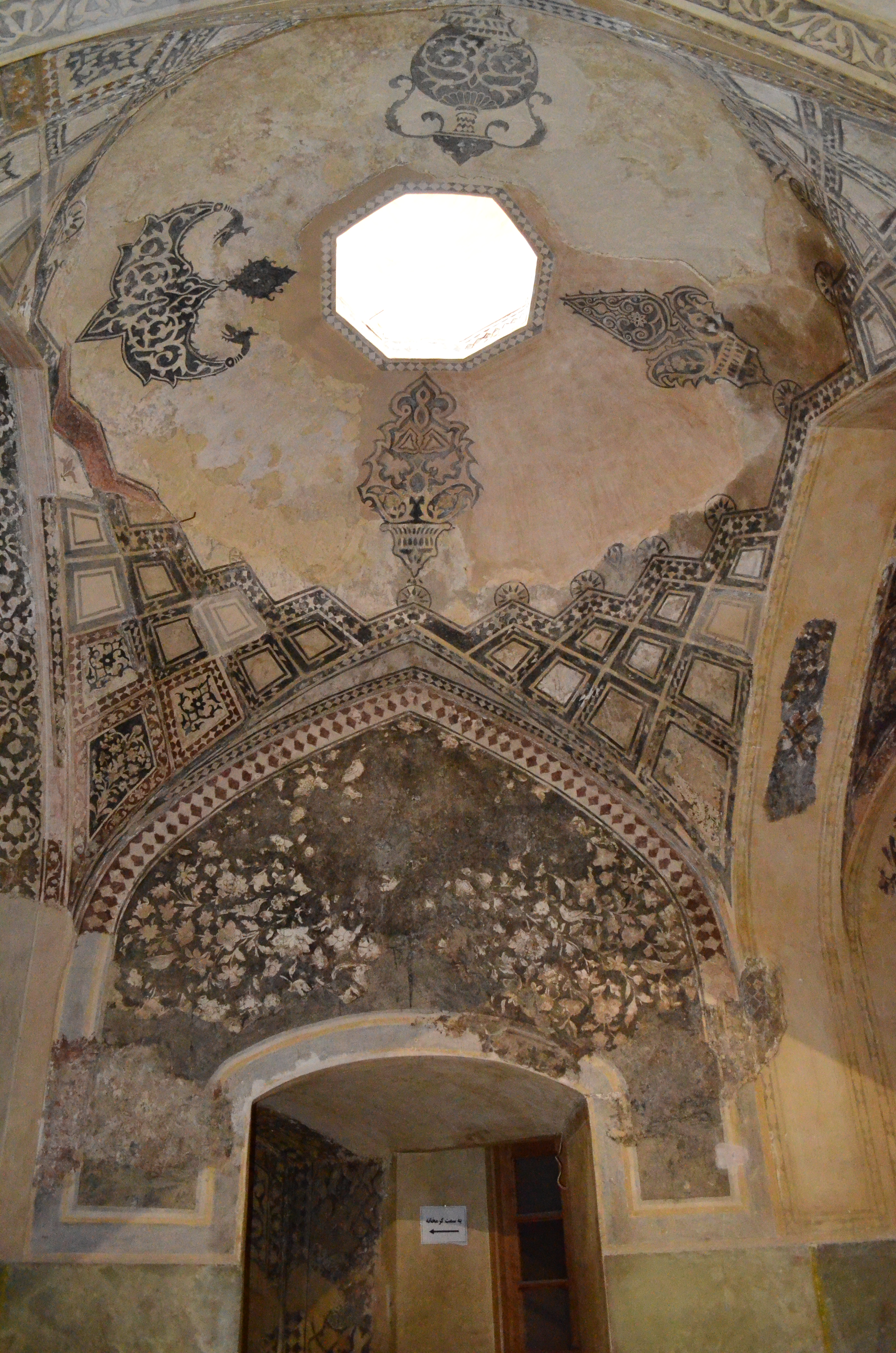